# Biserica de lemn din Bretea Mureșană

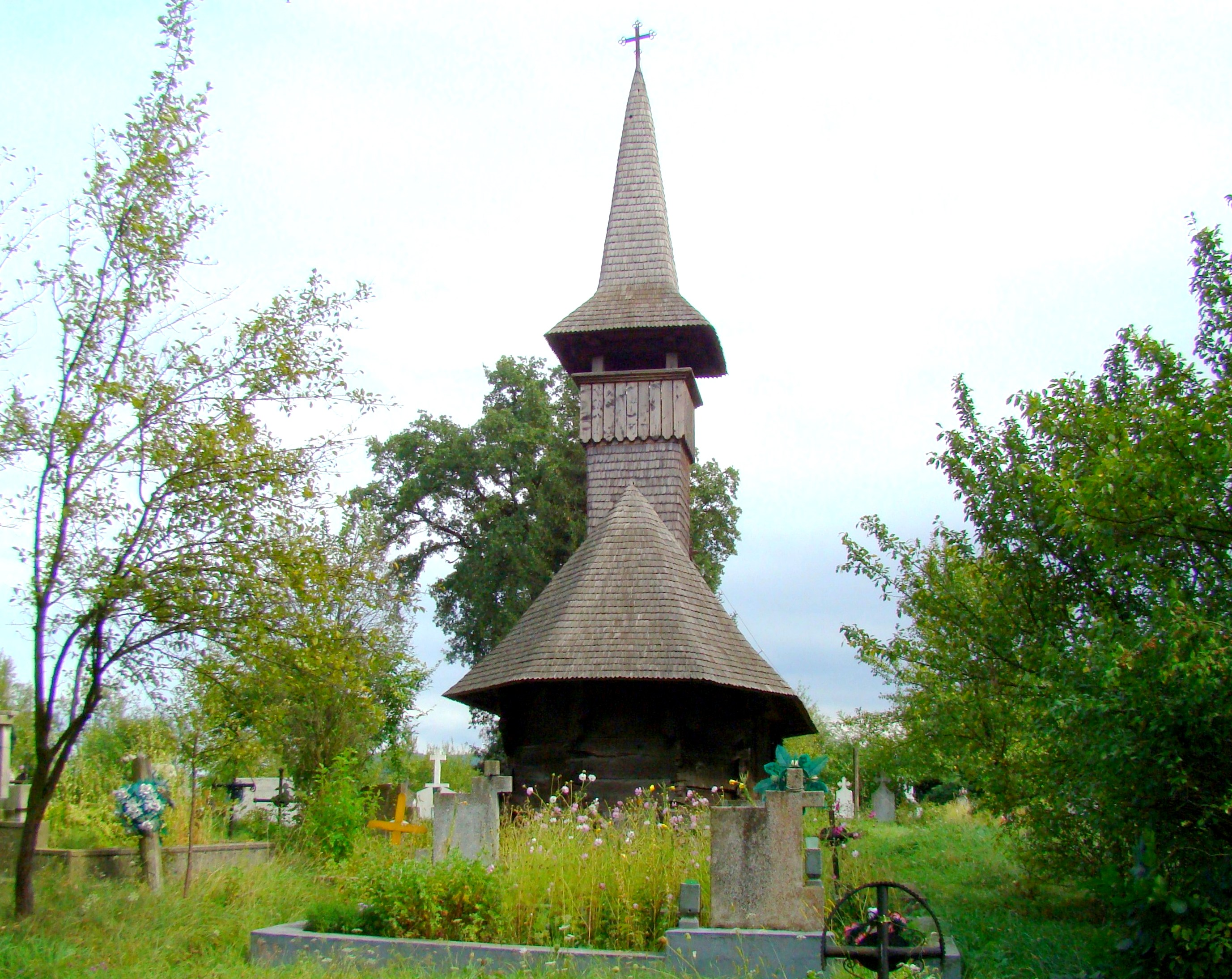
Biserica de lemn „Sfântul Dumitru” din Bretea Mureșană, comuna Ilia, județul Hunedoara, foto: septembrie 2009.

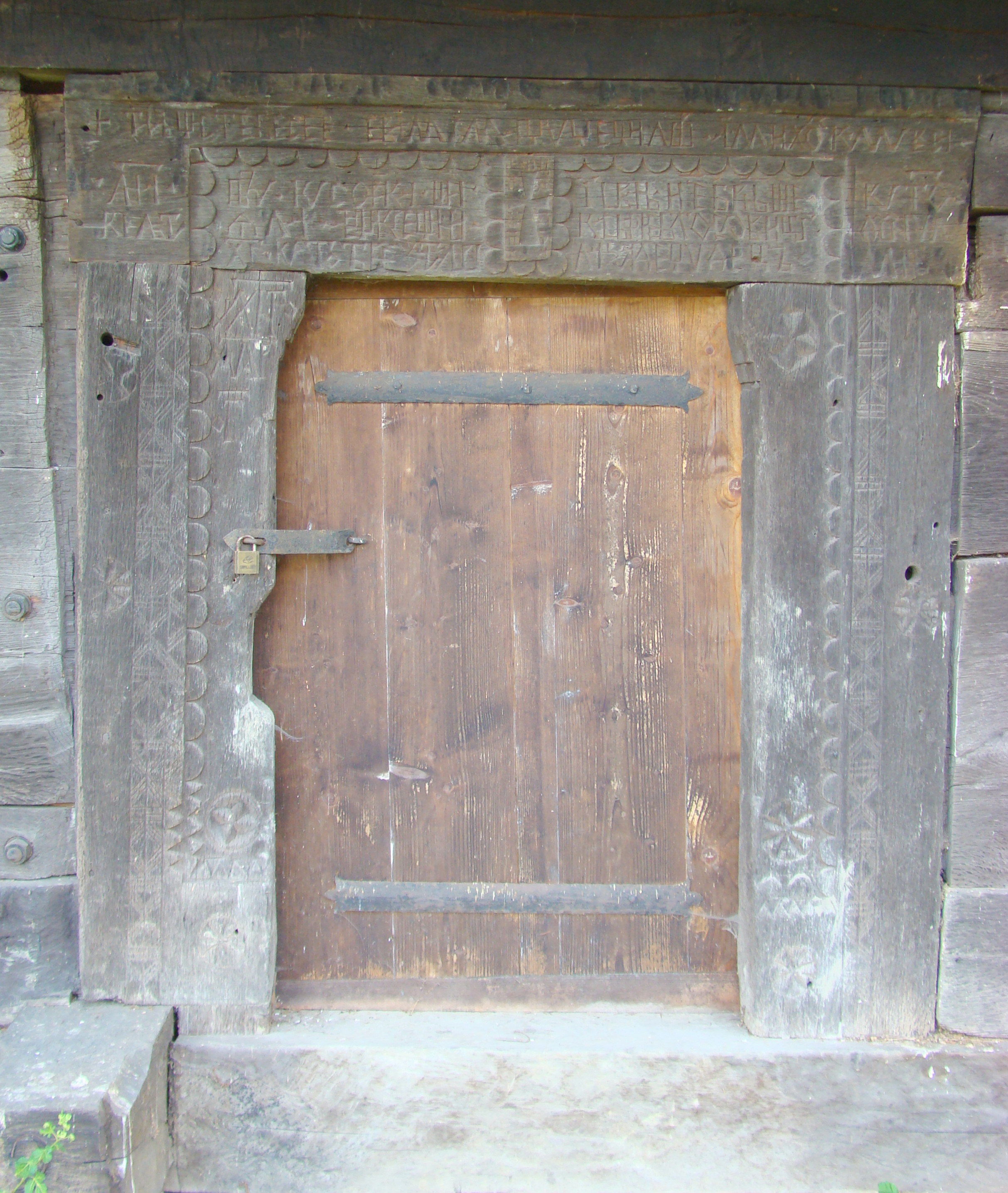
Portalul exterior

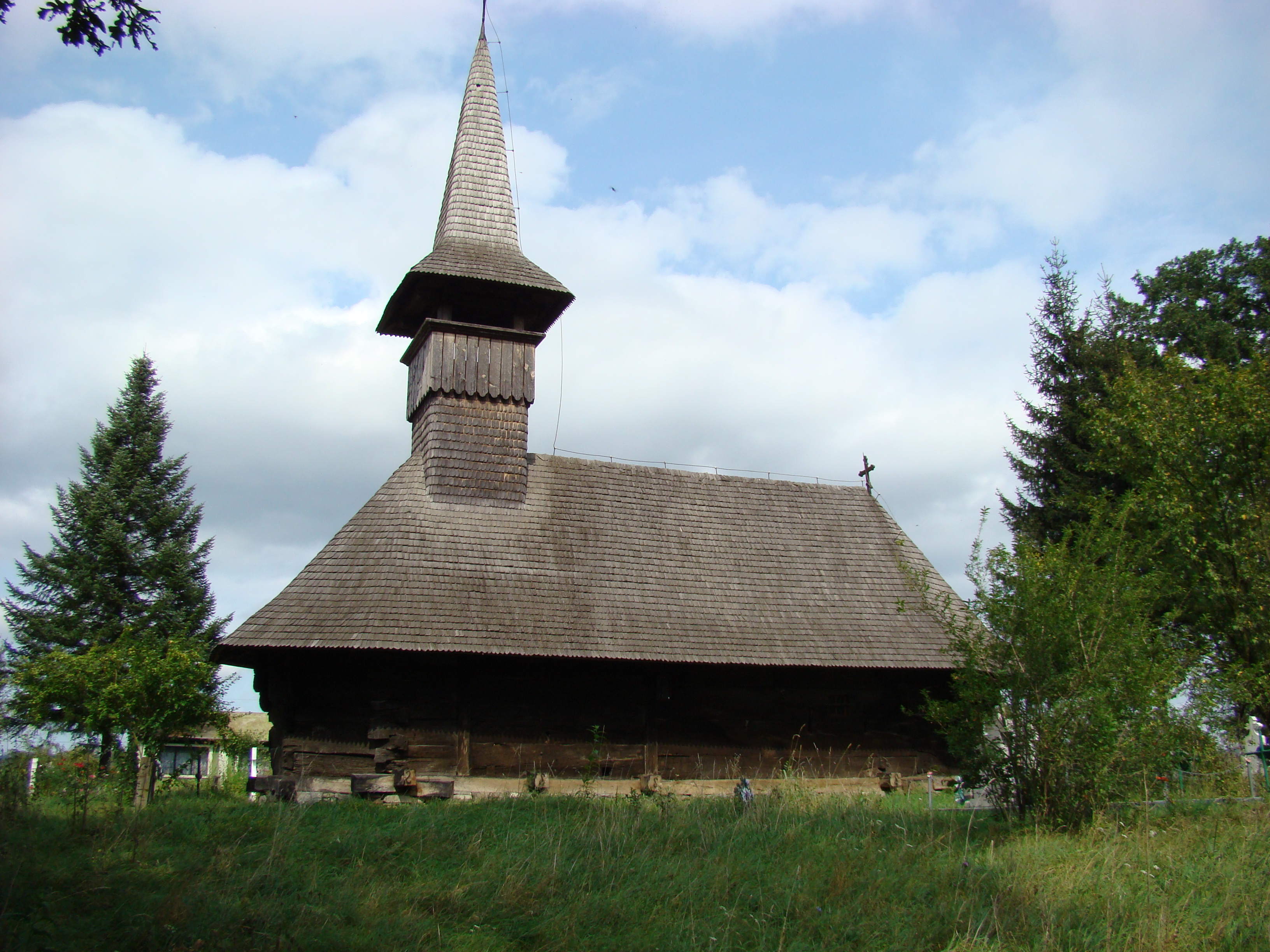
Biserica (sud)

Biserica de lemn din Bretea Mureșană, comuna Ilia, județul Hunedoara, a fost consacrată, conform pisaniei, în 1653, mar[tie] 3. Are hramul „Sfântul Dumitru-Izvorâtorul de mir” (26 octombrie) și figurează pe noua listă a monumentelor istorice, cod LMI HD-II-m-A-03272.

## Istoric și trăsături
Datele de început ale bisericii au fost consemnate în două pisanii valoroase, scrise în limba română cu litere chirilice. În pisania de pe portalul de intrare în biserică se mai poate încă citi următoarele: „Tit[ori] acești s[fin]te besereci • Eva muma G[i]urgeștilor • a lu[i] Mihoc cu muerea • Ana • Păzu • cu Sorica • și Iovan • [M]irce Brănd[u]șe • cu to[ată] • cheltuiala • acești creștini • ca să fie bl[ă]gosloviți • [de] Domnul H[risto]s • cu tot nemzatul lor • la zua de g[i]udeț • amin • 1653 • mar[tie] • 3”. În dreapta intrării, se păstrează lintoul fostului portal de la intrarea în naos, refolosit și așezat răsturnat, cu următorul text fragmentar: „În zilele •  Rakoți G[h]e[r]g[h]i •  craiul Ardialului •  ... Ion Pop •  ... ot Ilie •  popa cel în Brete ...”. Așadar, pisania datează momentul consacrării bisericii din Bretea Mureșeană, în vremea principelui Rakoczi, și menționează ctitorii și preotul satului. De remarcat că a doua pisanie fixează ridicarea acestei biserici pentru satul Bretea Mureșeană, infirmând tradiția aducerii ei din altă localitate. Biserica este documentată în hărțile militare austriece din secolele 18 și 19, tot pe același loc. O inscripție pe clopotul original, aflat acum în clopotnița bisericii noi, dezvăluie faptul că a fost făcut în anul 1665.   
Biserica de lemn din cimitirul satului hunedorean Bretea Mureșană a fost la un moment dat refăcută, primind o altă “identitate” arhitectonică. Astfel a fost mărit pronaosul, s-a schimbat intrarea principală din fațada sudică pe cea nordică, afectându-se calitativ detaliile de mare artă ale construcției originale. Mai mult “martelarea” bisericii a fost desăvârșită, între anii 1965-1969, cu prilejul lucrărilor de “restaurare” neinspirate, care au redus înălțimea turnului-clopotniță cu 3 m, au modificat secțiunea transversală, biserica a fost “urcată” pe o fundație de beton, căpătând în final imaginea bisericii tip navă. Cu planul dreptunghiular, cu colțurile teșite la pronaos și altar, lăcașul de cult din Bretea Mureșană se înscrie în tipologia clasică vest-ardeleană. Naosul și altarul erau acoperite inițial cu bolte cilindrice, iar pronaosul cu tavan drept. Peste pronaos, turnul-clopotniță se remarcă prin dimensiunile neobișnuite ale elementelor de perete, care au avut ca efect pierderea stabilității. Îmbinările pereților - în stilul tradițional românesc (coadă de rândunică, spre exemplu, ½ lemn cu prag simplu etc), precum și învelitoarea din șiță produc o impresie estetică deosebită. Din fericire, s-au luat măsuri nu doar pentru consolidarea edificiului de lemn, ci și pentru revenirea la forma originală: modificarea siluetei turnului și a fleșei, reconstituirea bolților și peretului între pronaos și naos, reconstrucția în forma originală a șarpantei, streașinii, turlei etc. Sistemul constructiv folosit este tipic pentru majoritatea bisericilor din lemn din zona Ardealului de vest, fiind realizat dintr-o suită de subansambluri constructive caracteristice, toate realizate și îmbinate exclusiv prin tehnici tradiționale ale lemnului. Suprastructura bisericii se află în stare de echilibru, dar prezintă deteriorări în zona de contact a stâlpilor la nivelul soclului. Au fost deteriorate de asemenea tălpile inferioare ale turnului precum și o parte din contrafișe. Au fost înlocuite o serie de elemente în structura coifului turlei și șarpantei, pentru a reveni la silueta originală. Lucrările de renovare au fost terminate în anul 2000.

## Imagini din exterior

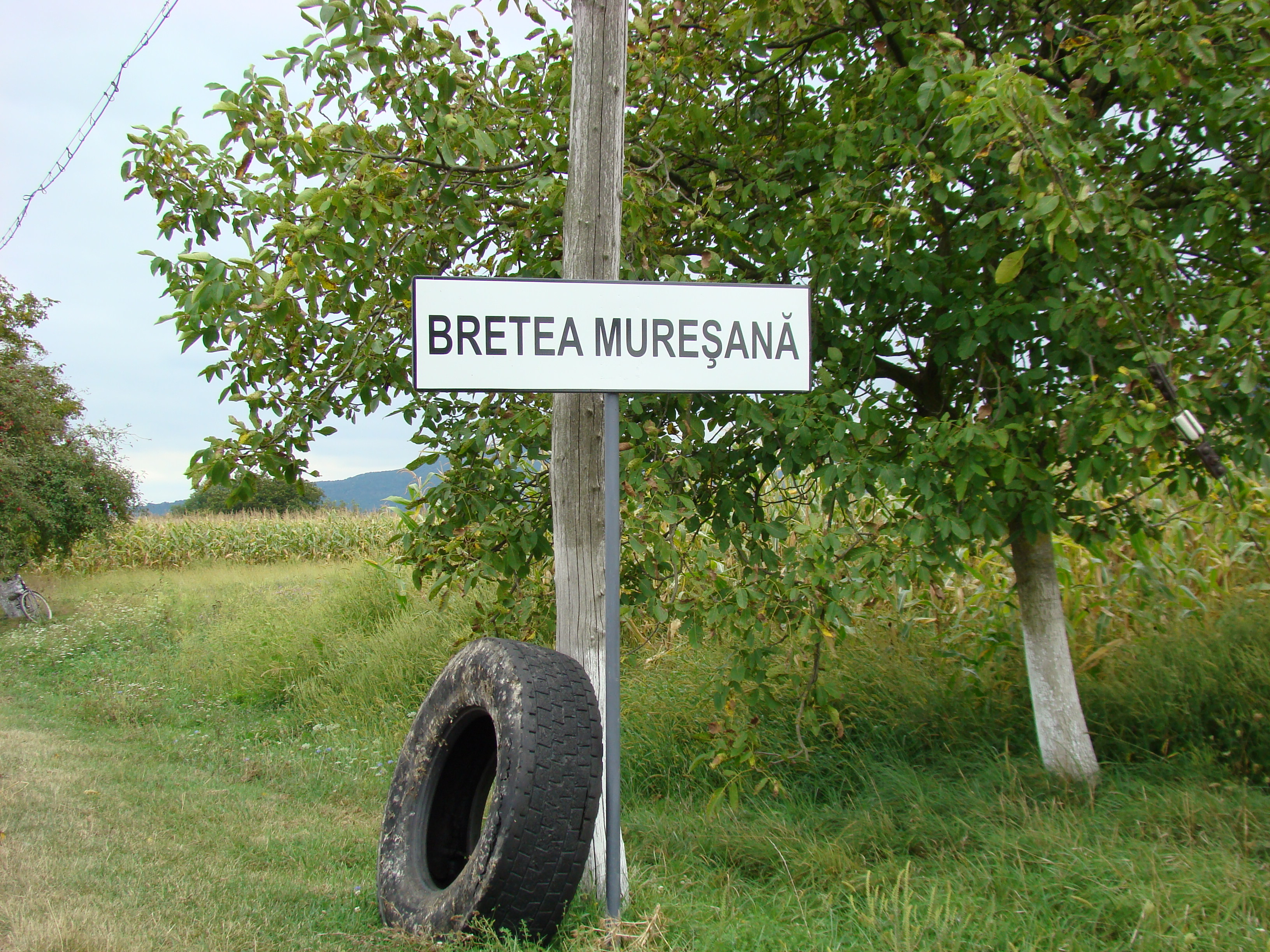
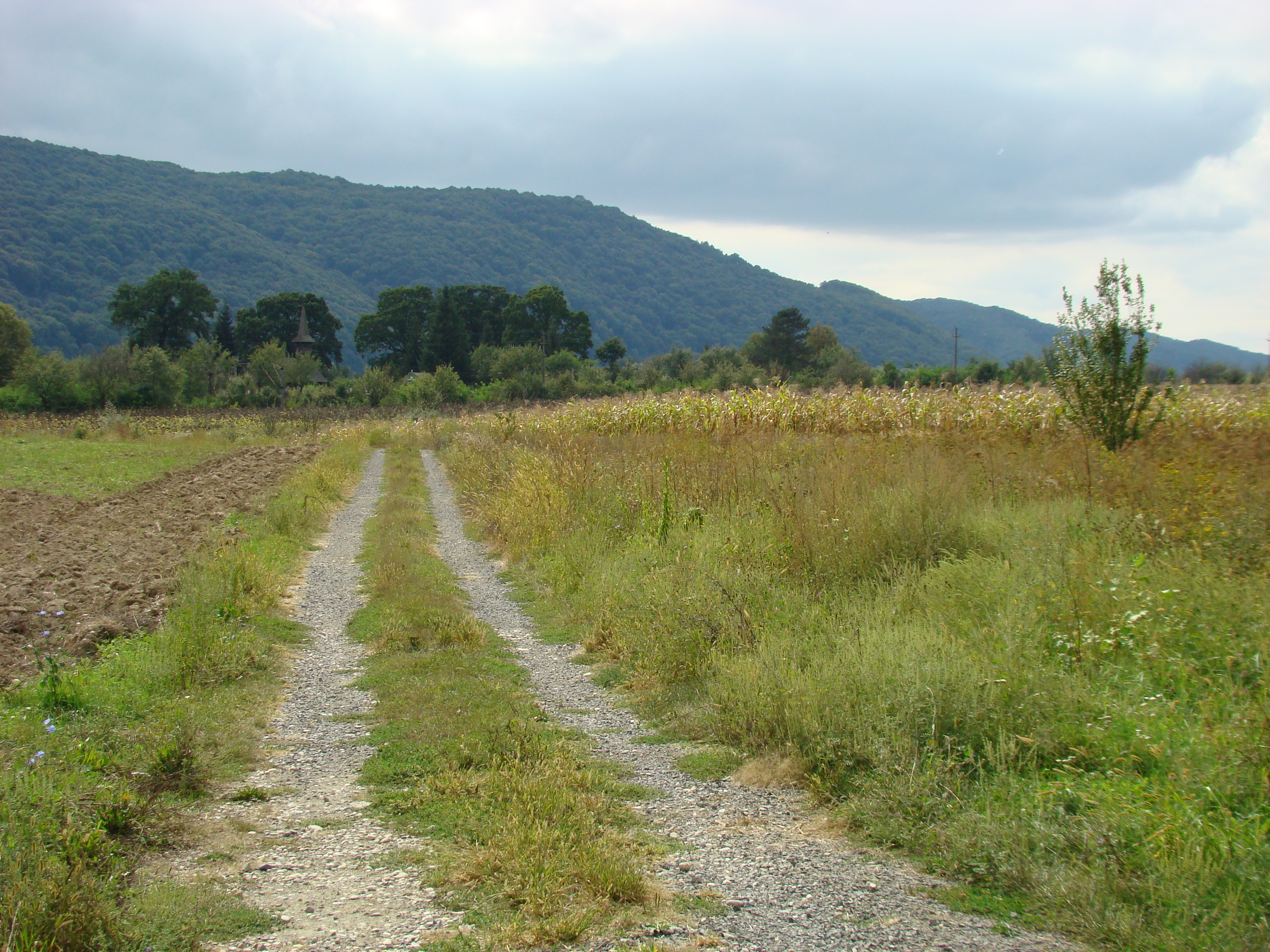
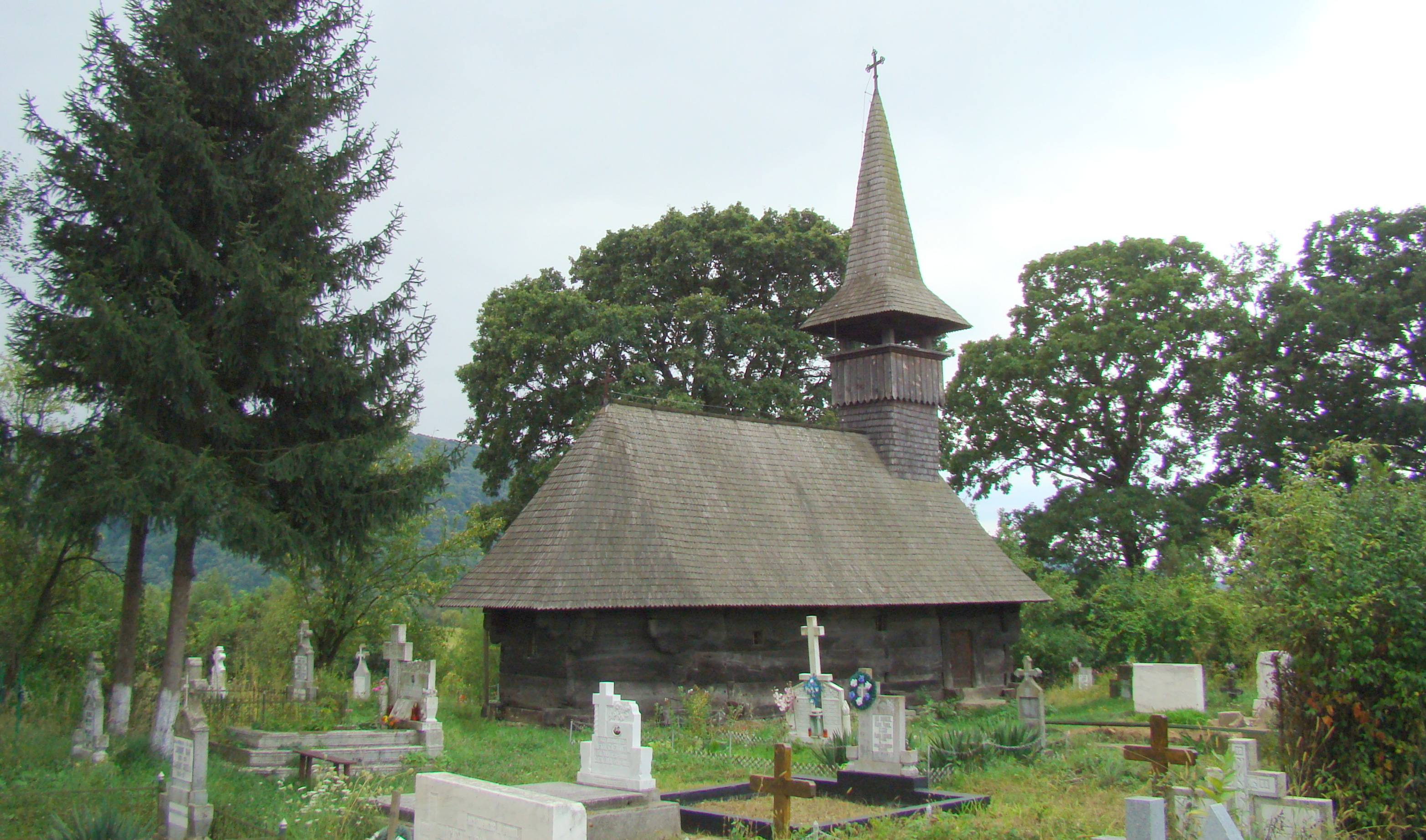
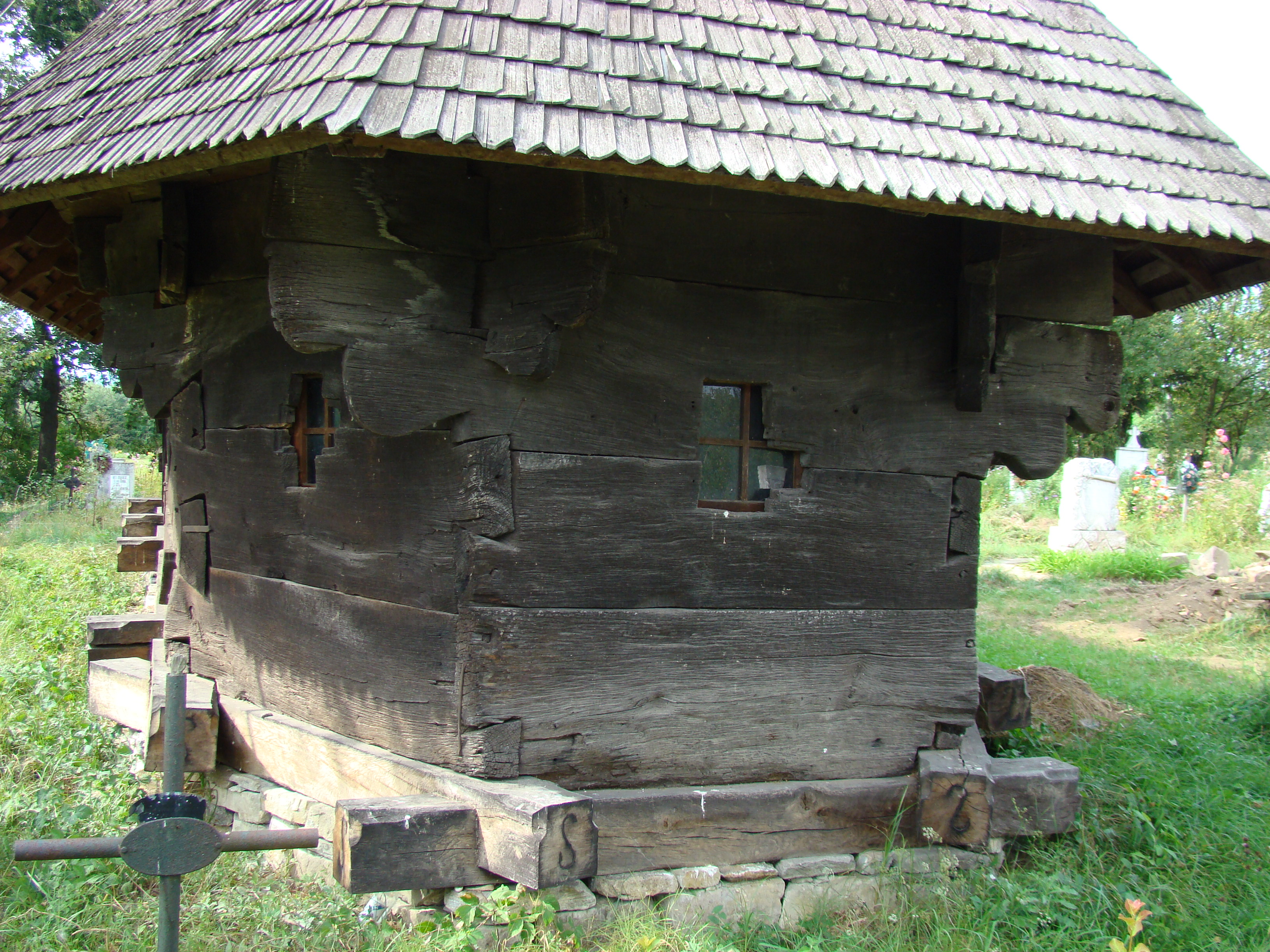
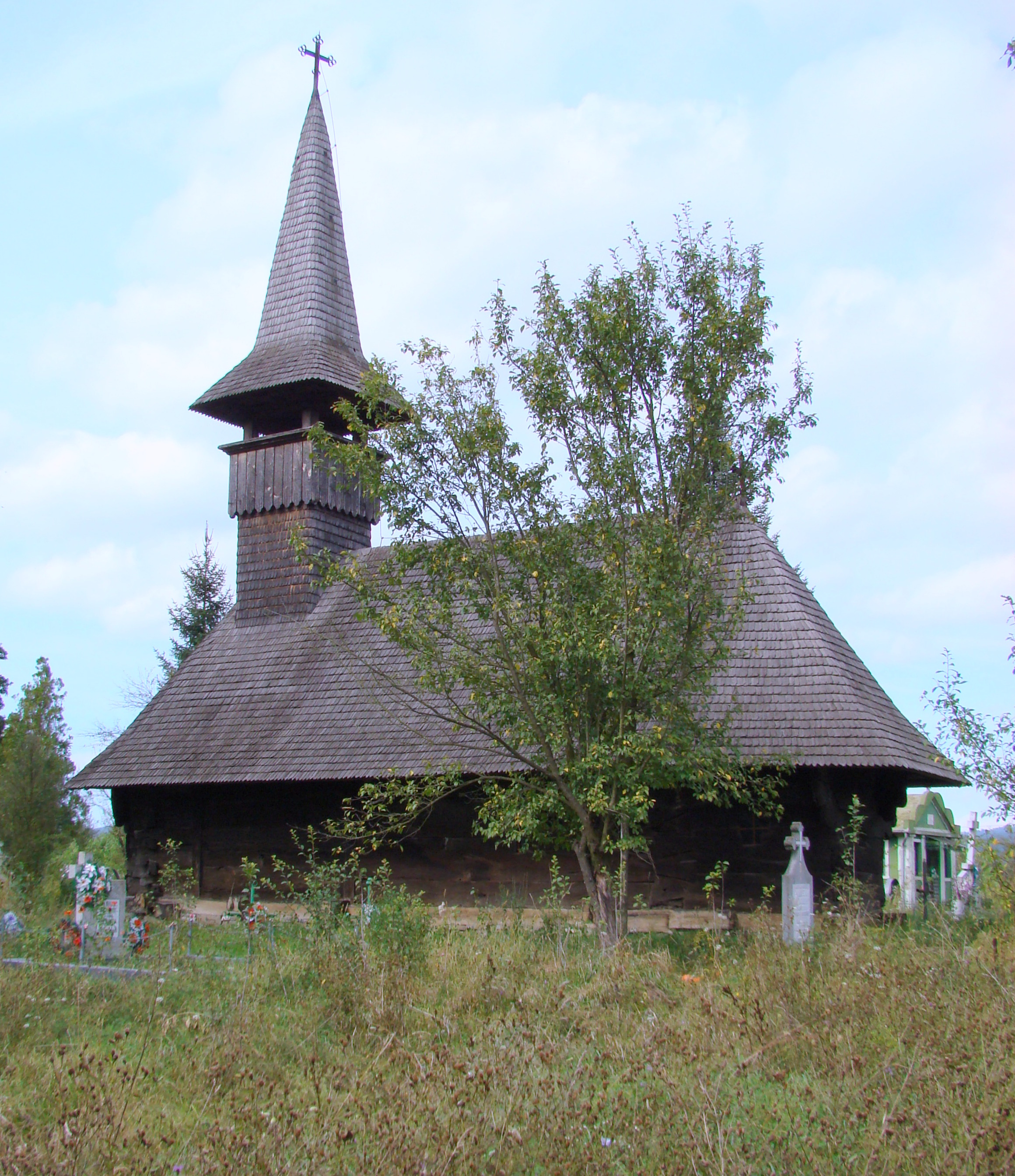
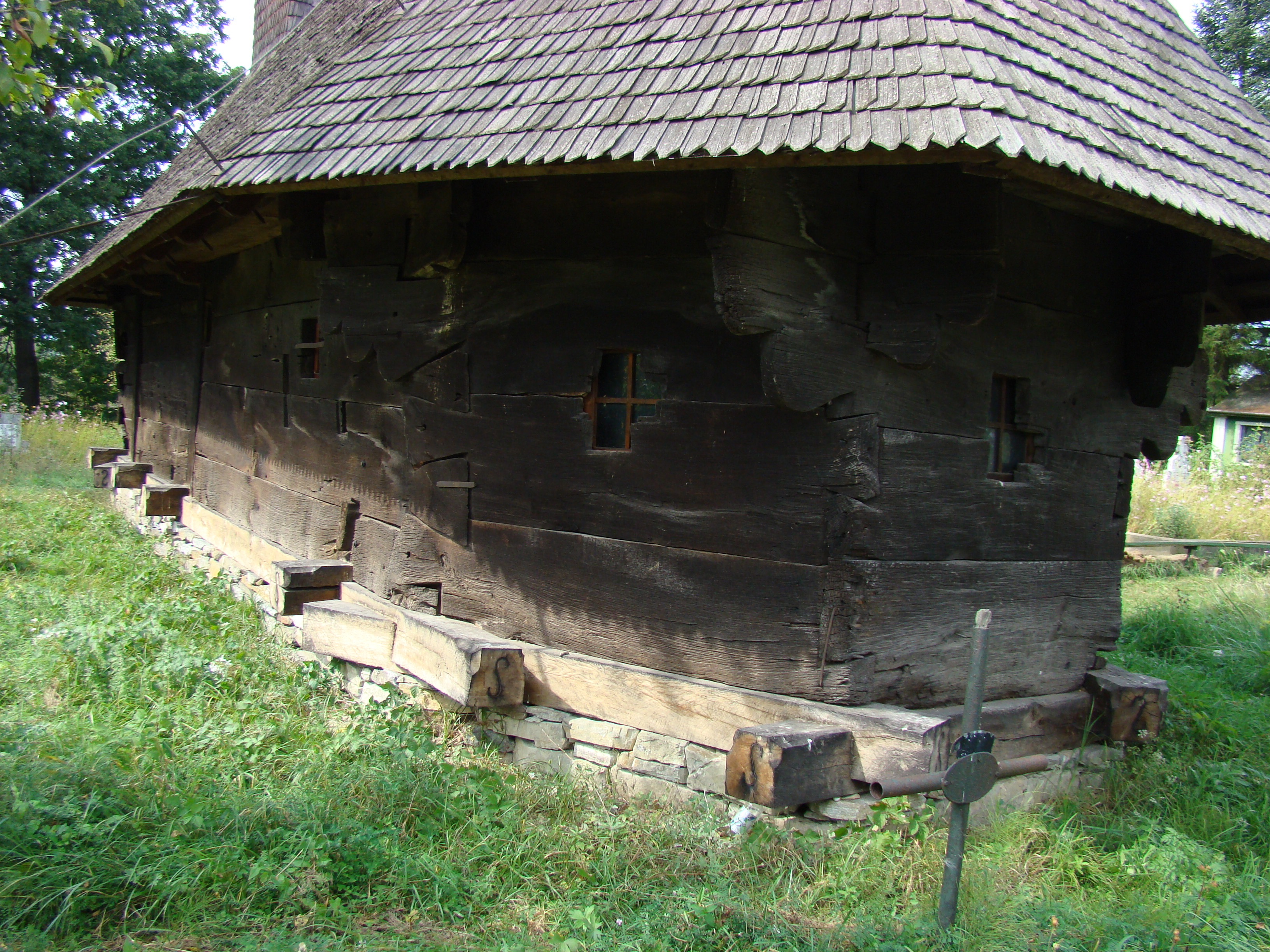
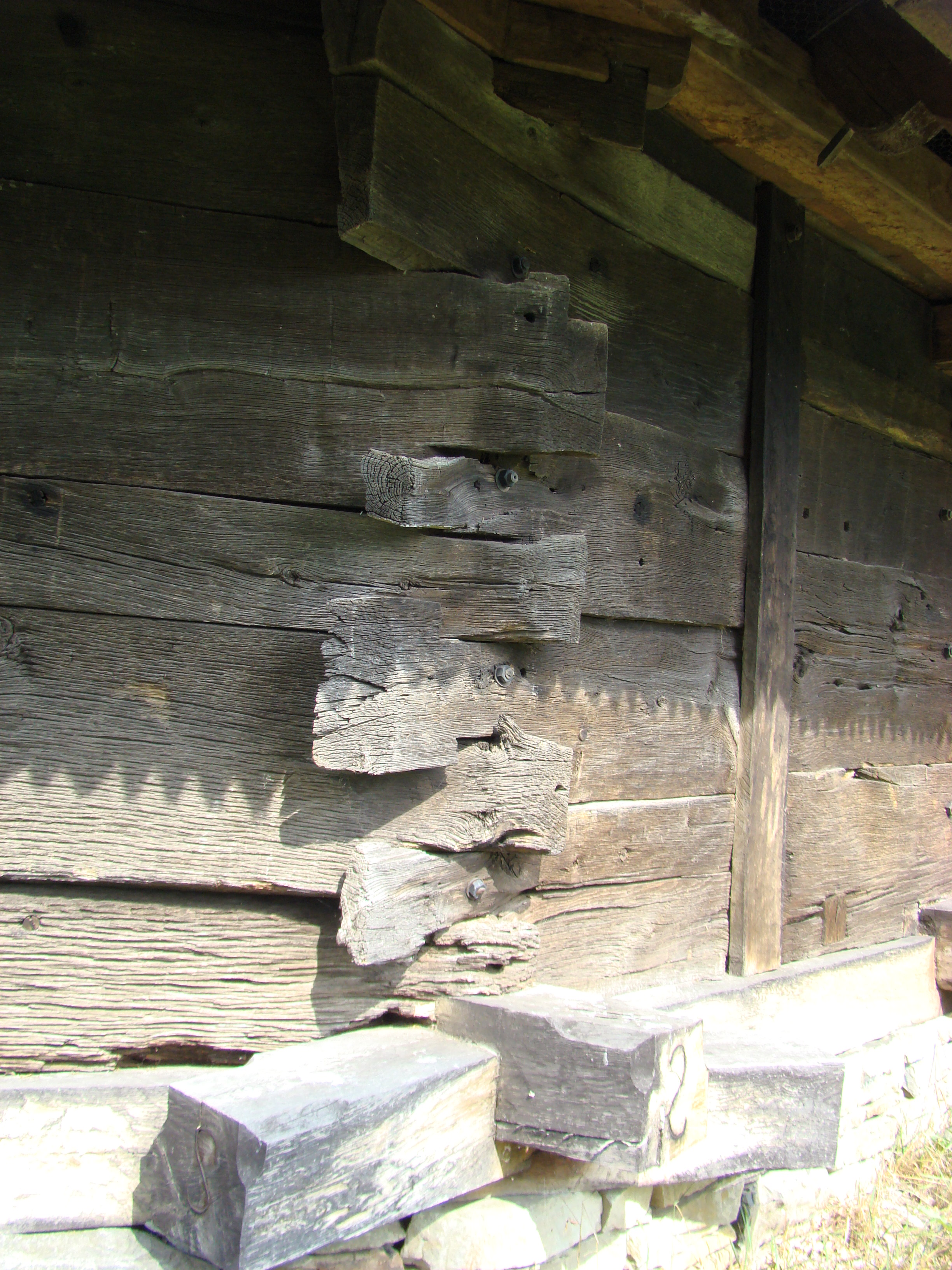
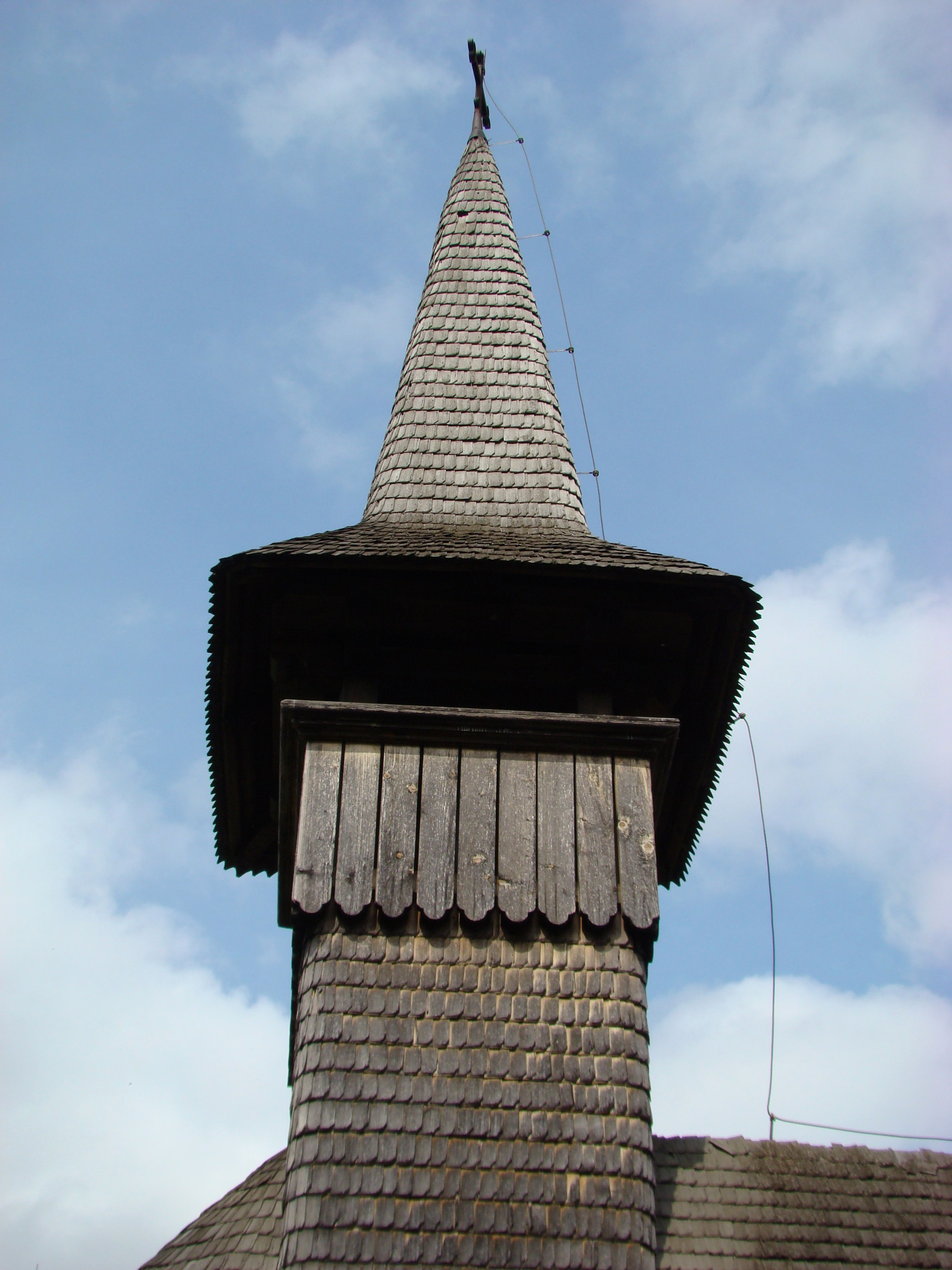
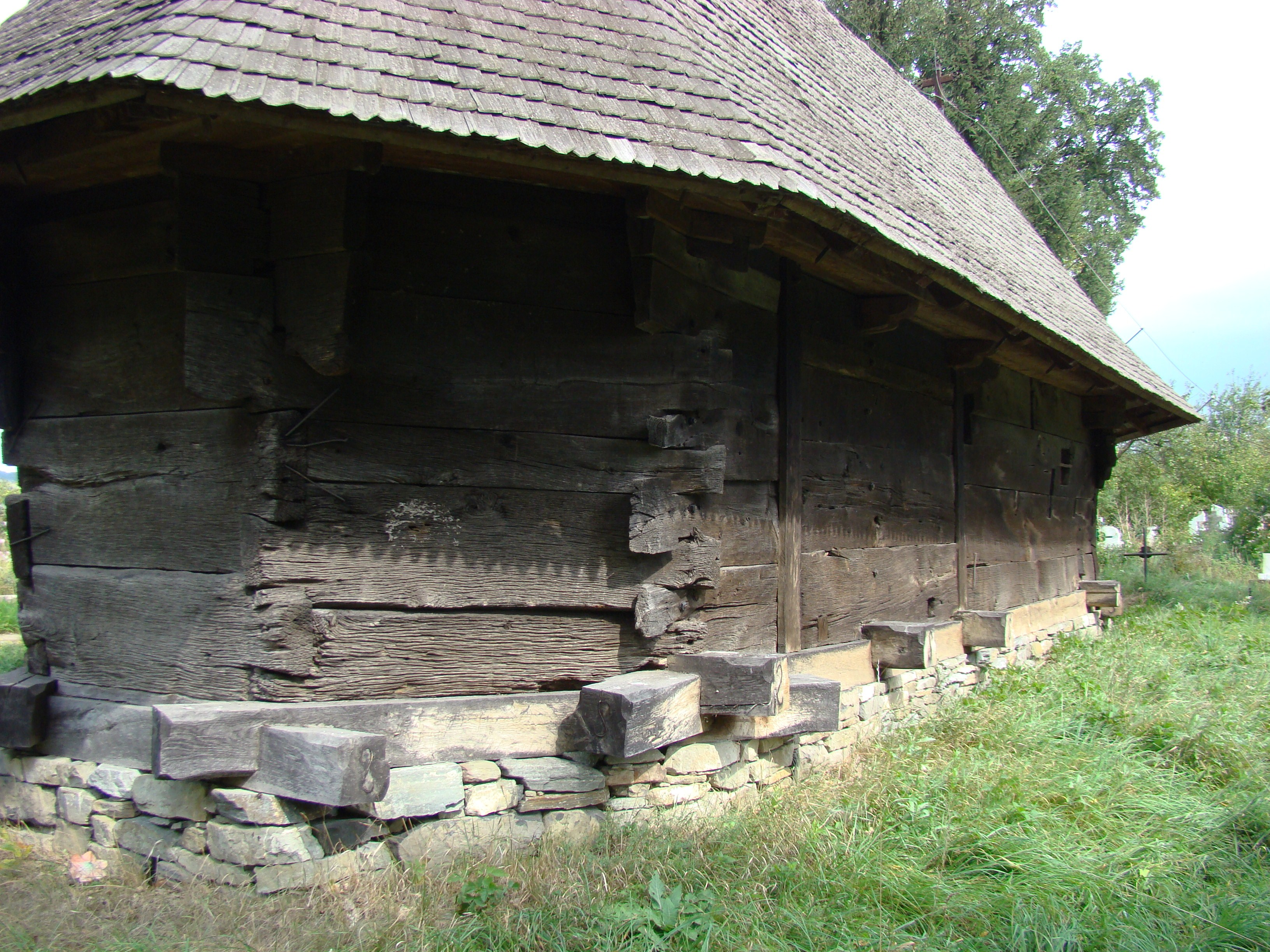
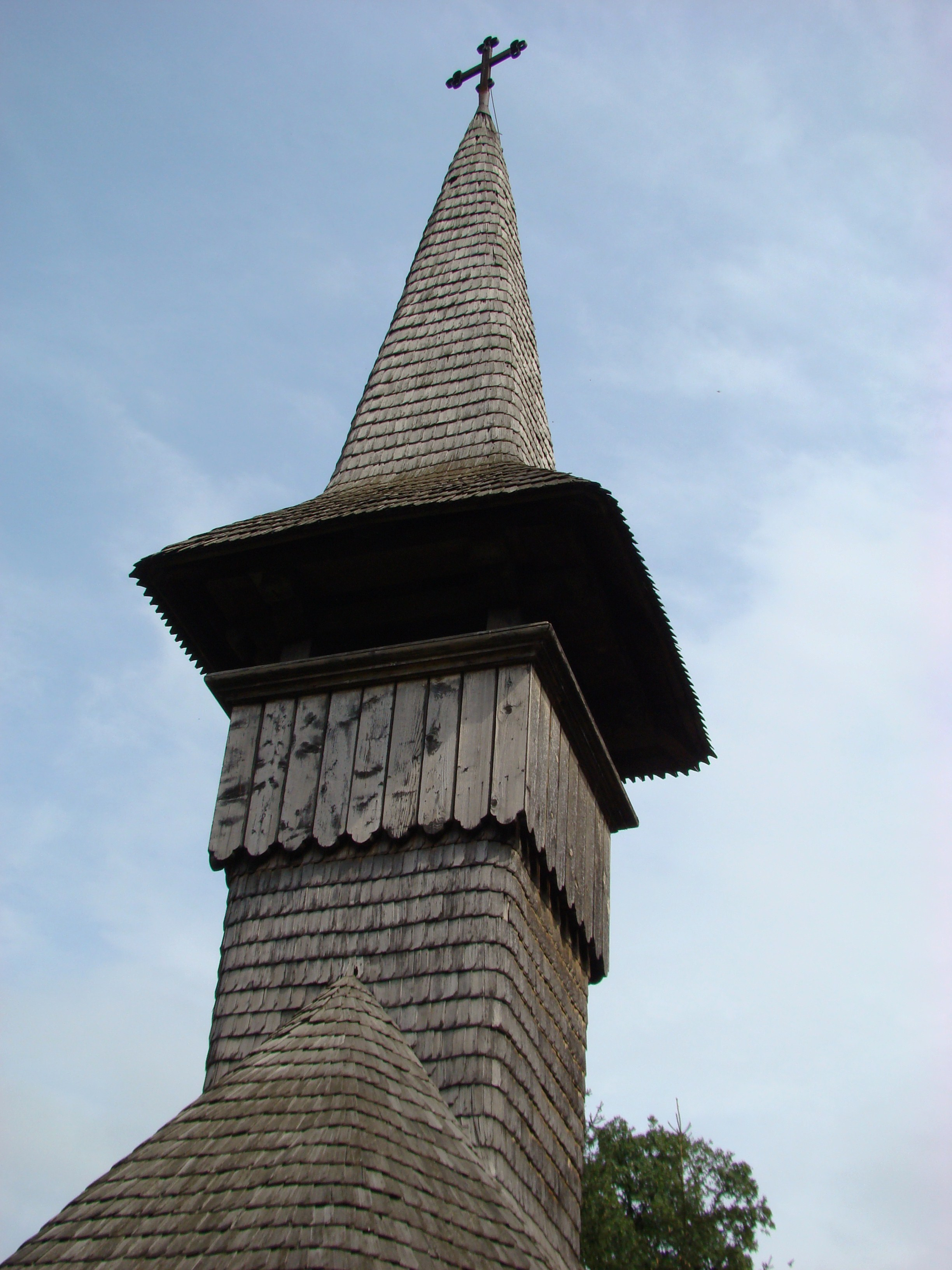
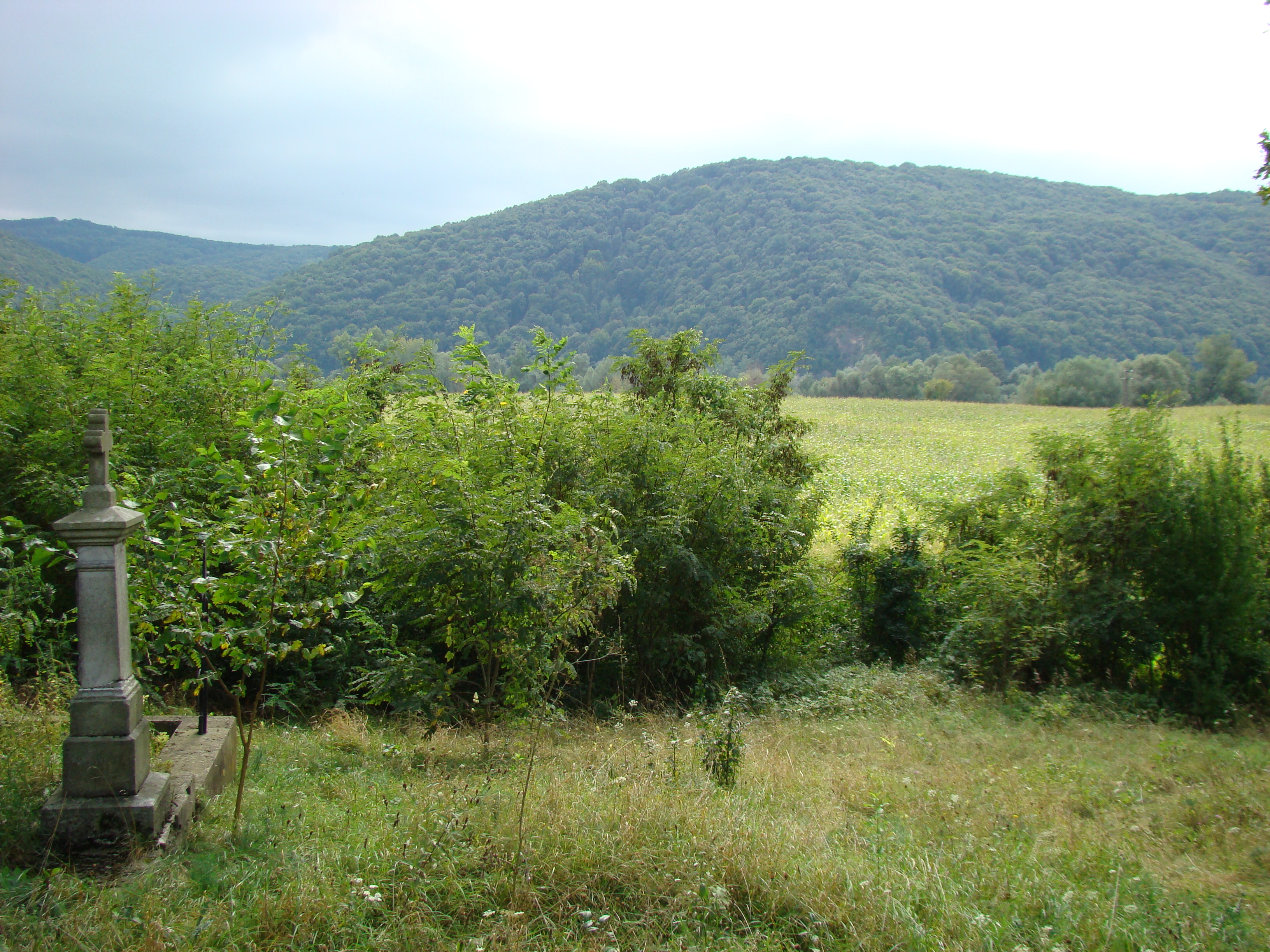
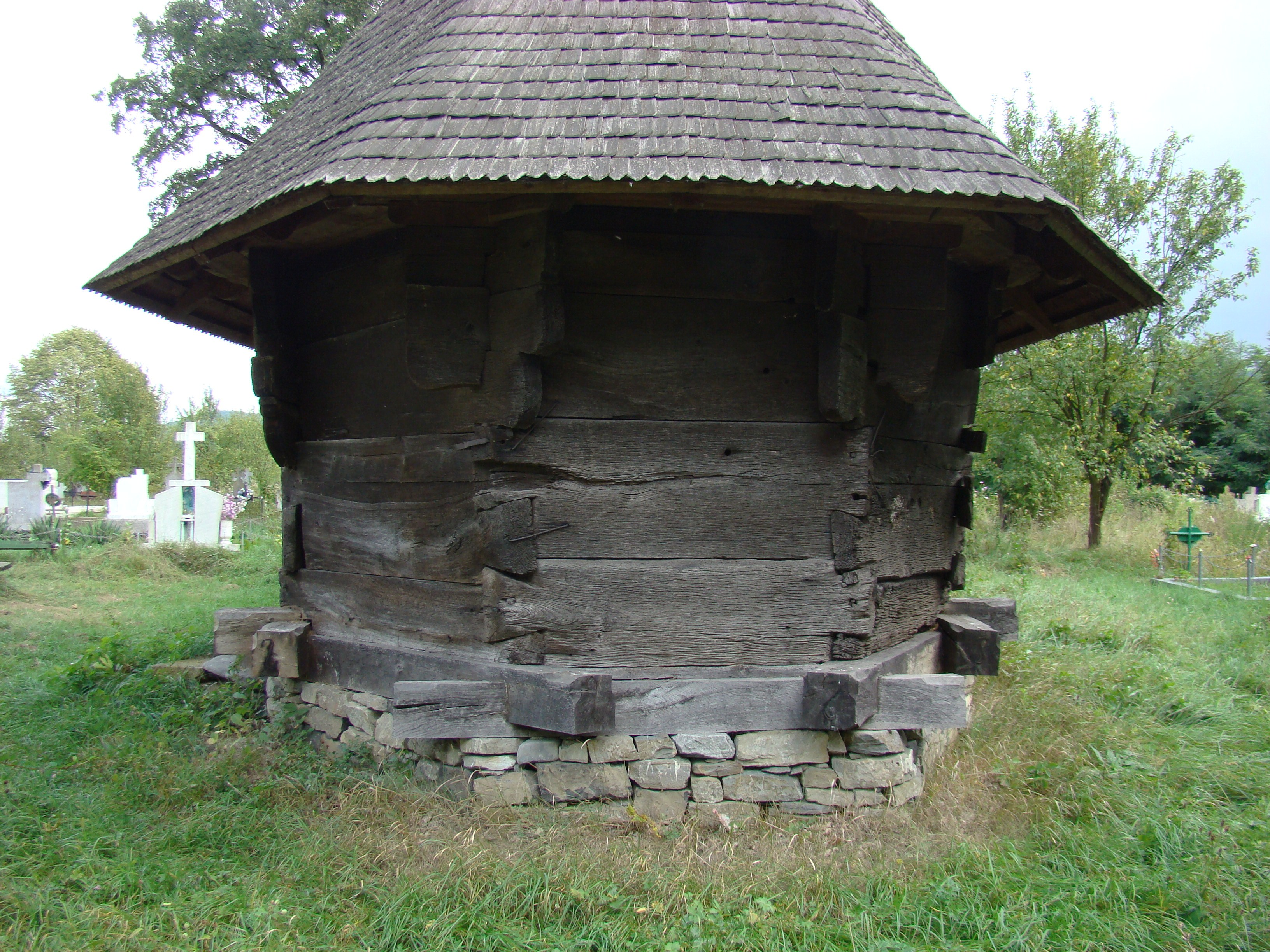
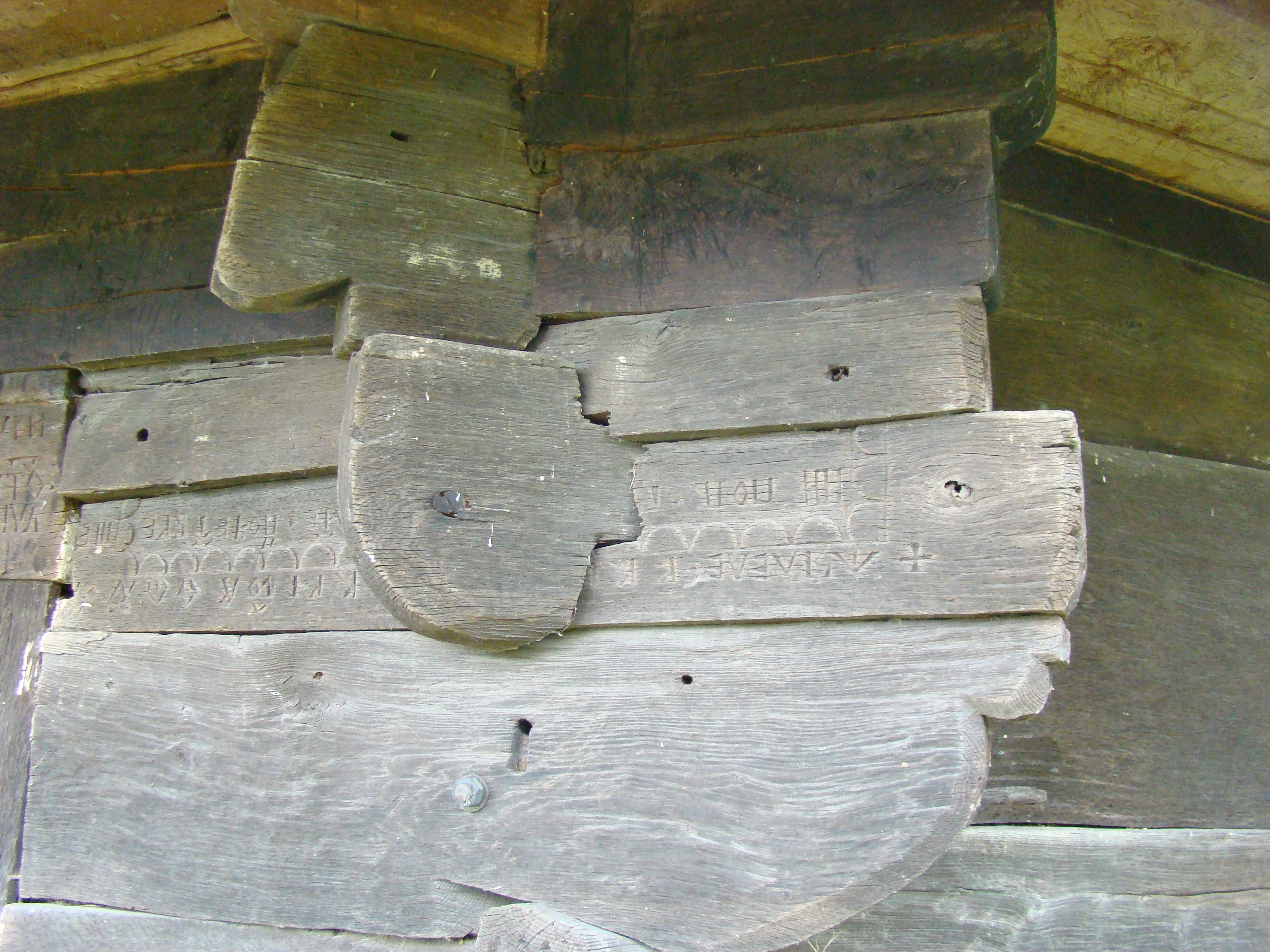
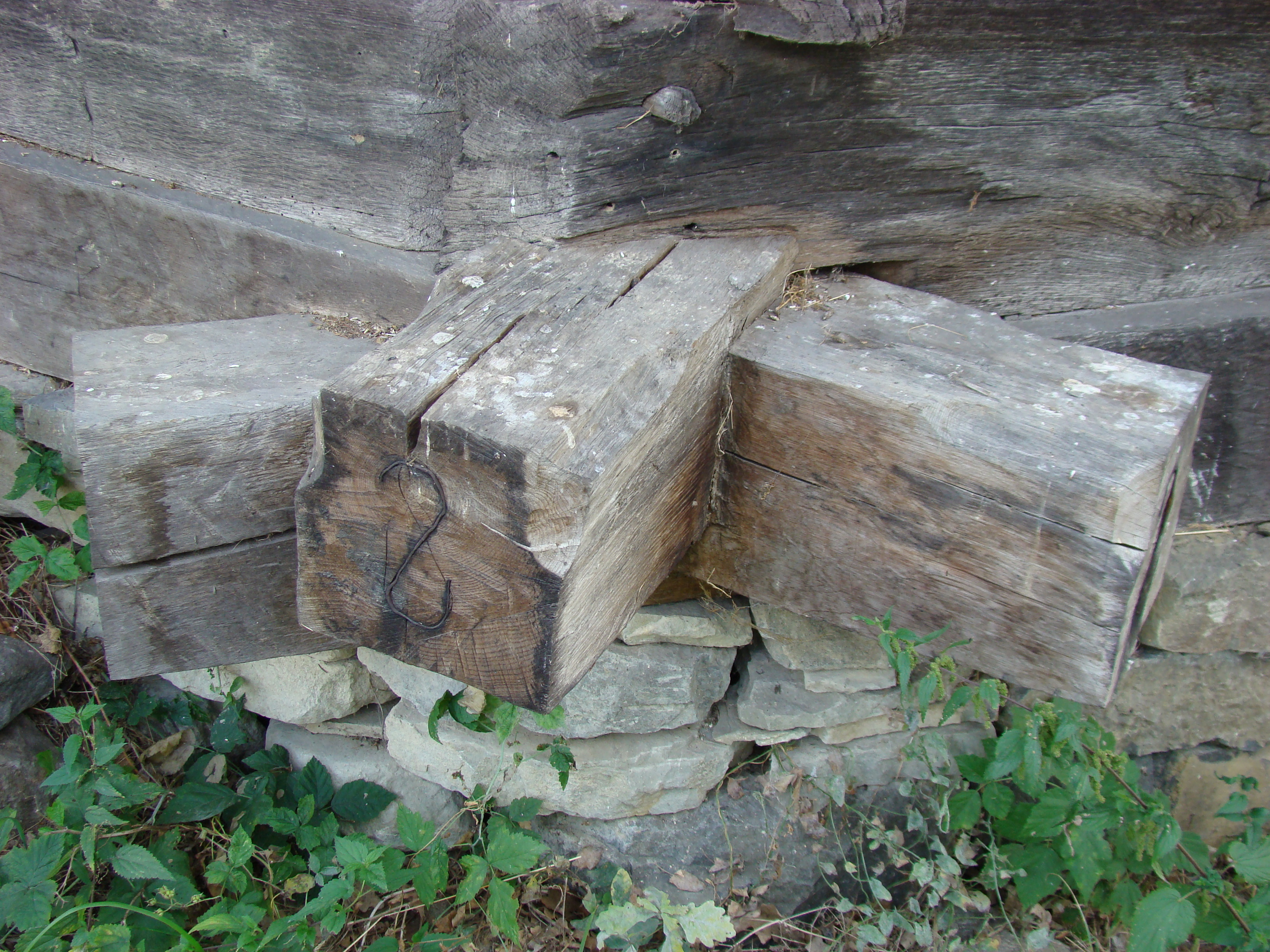
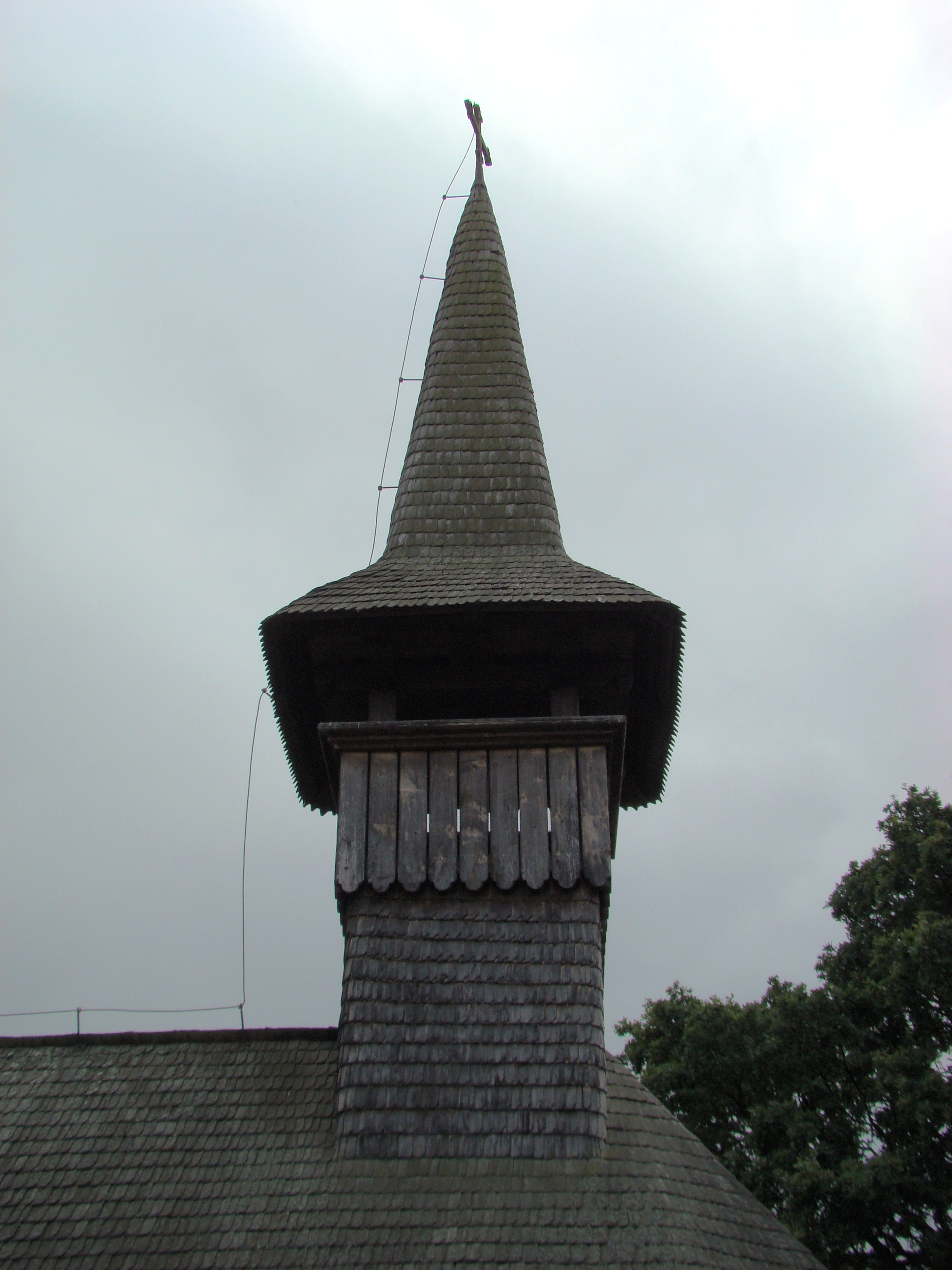
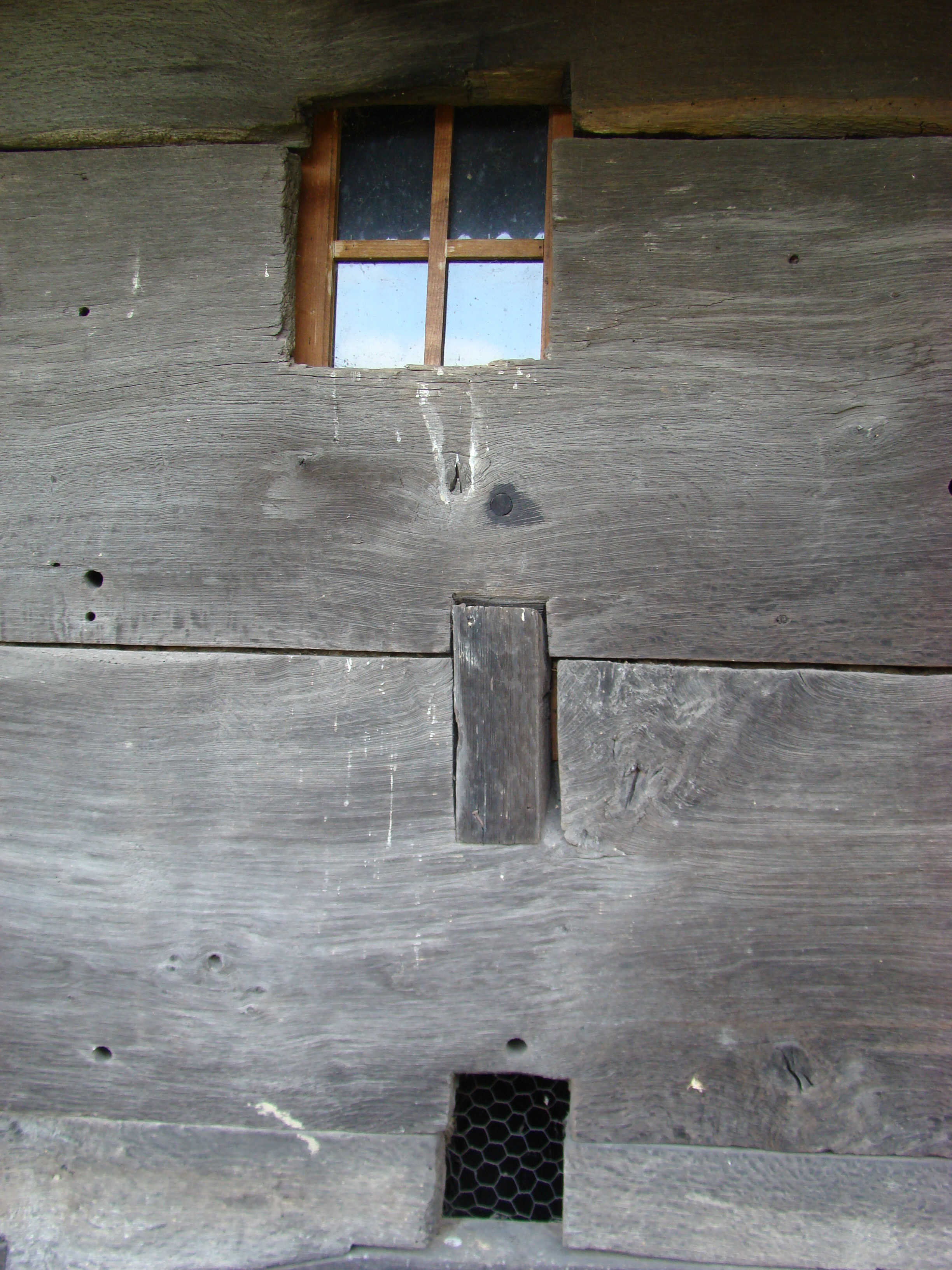
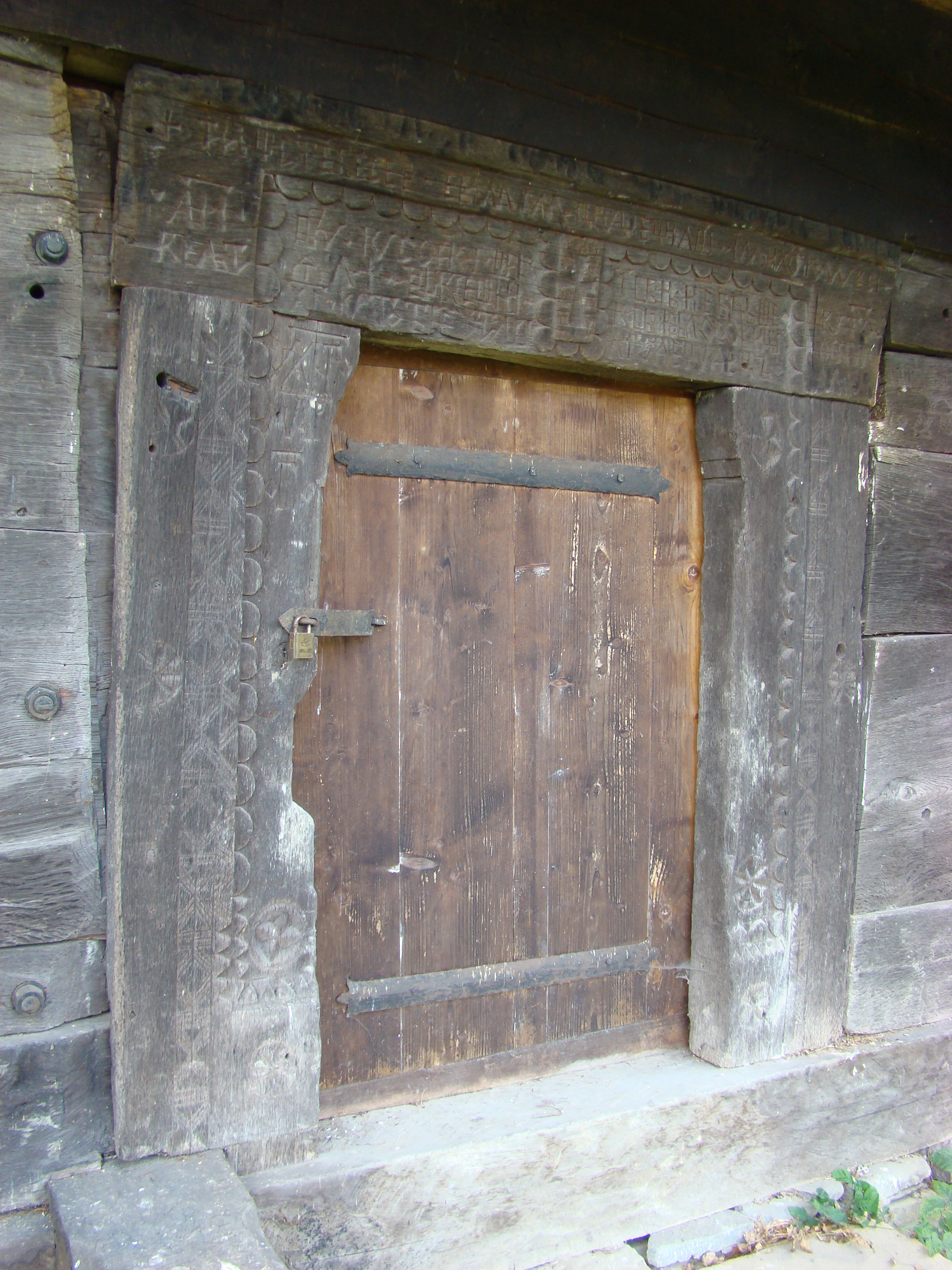
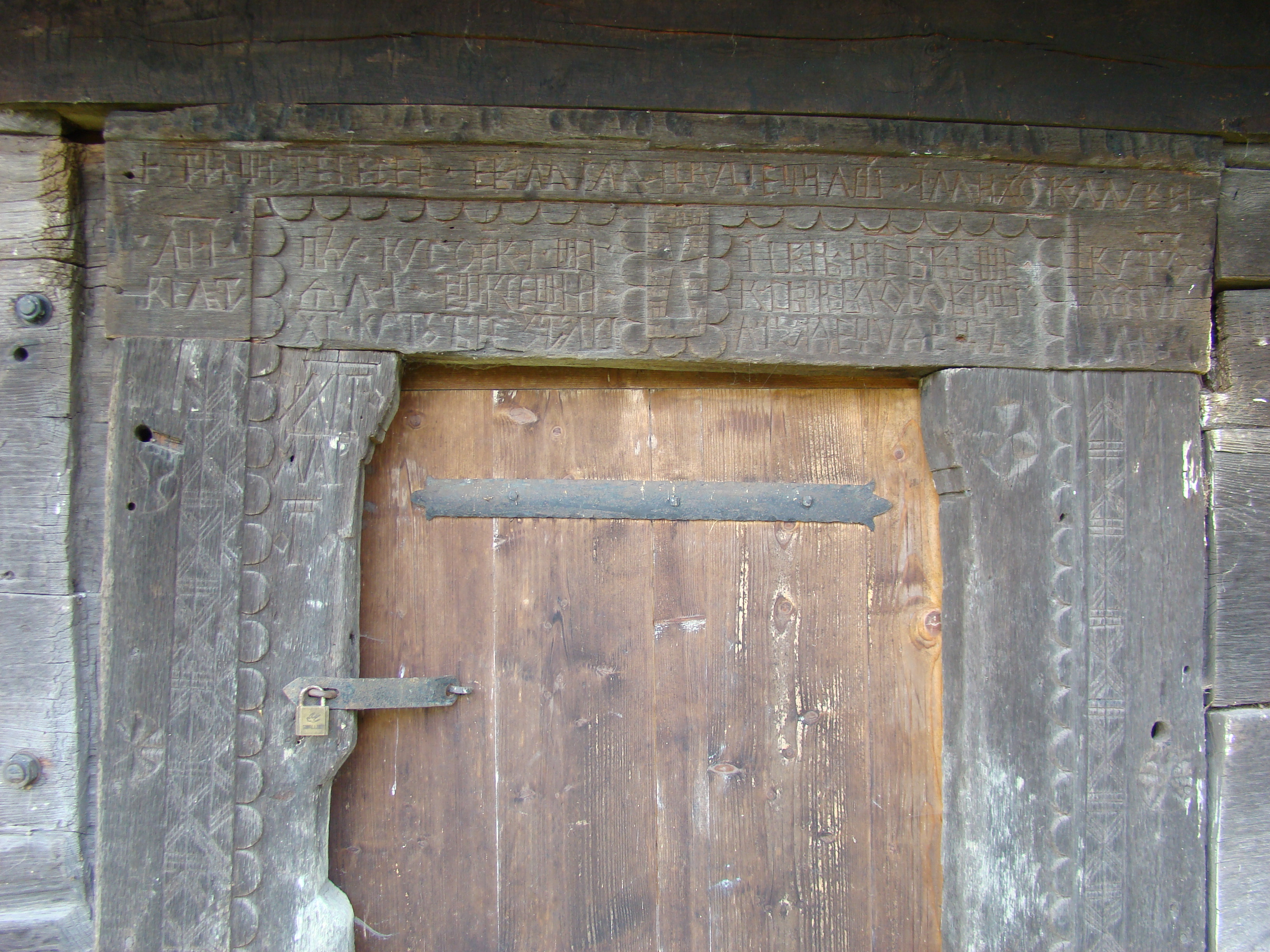
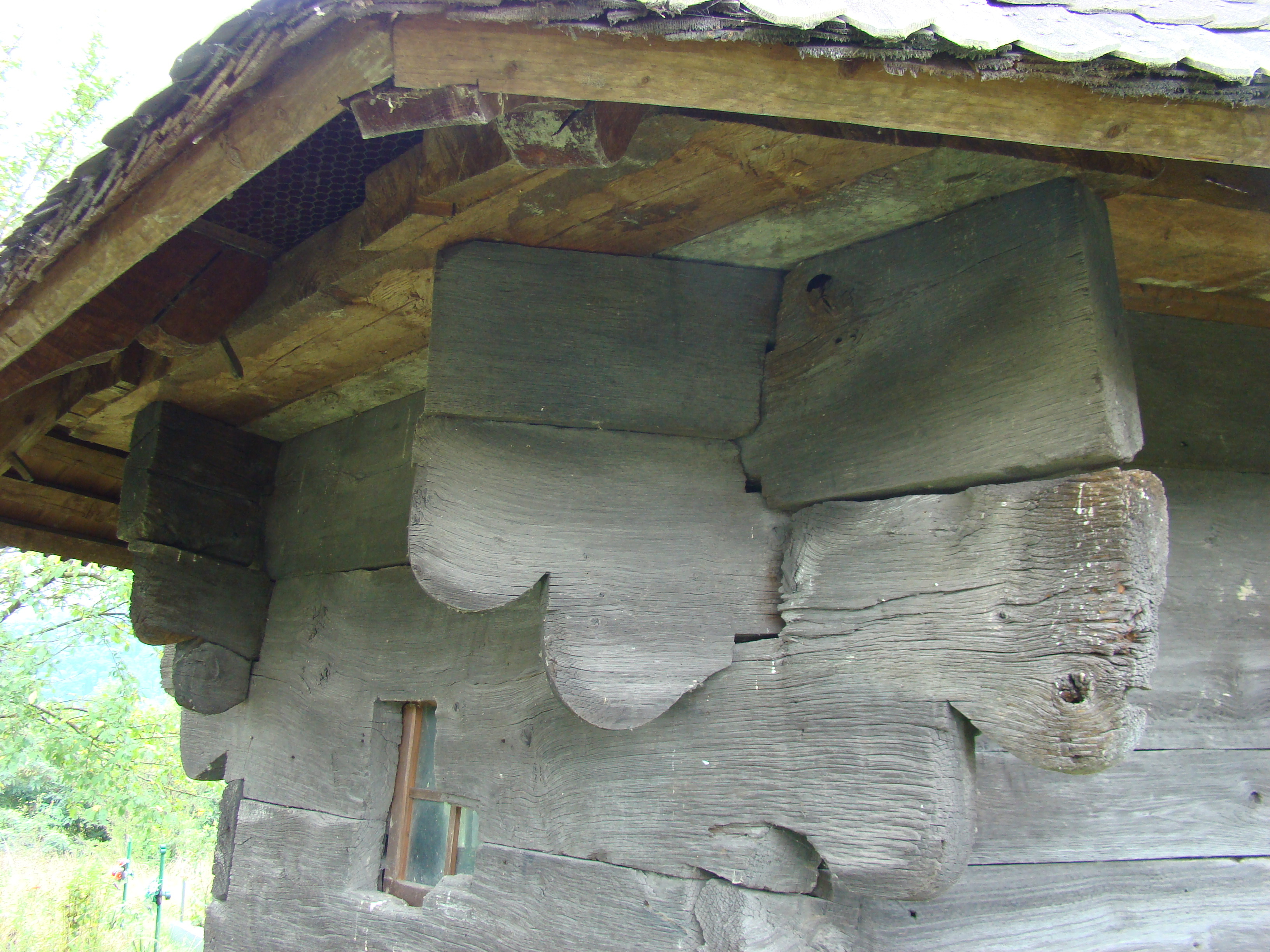
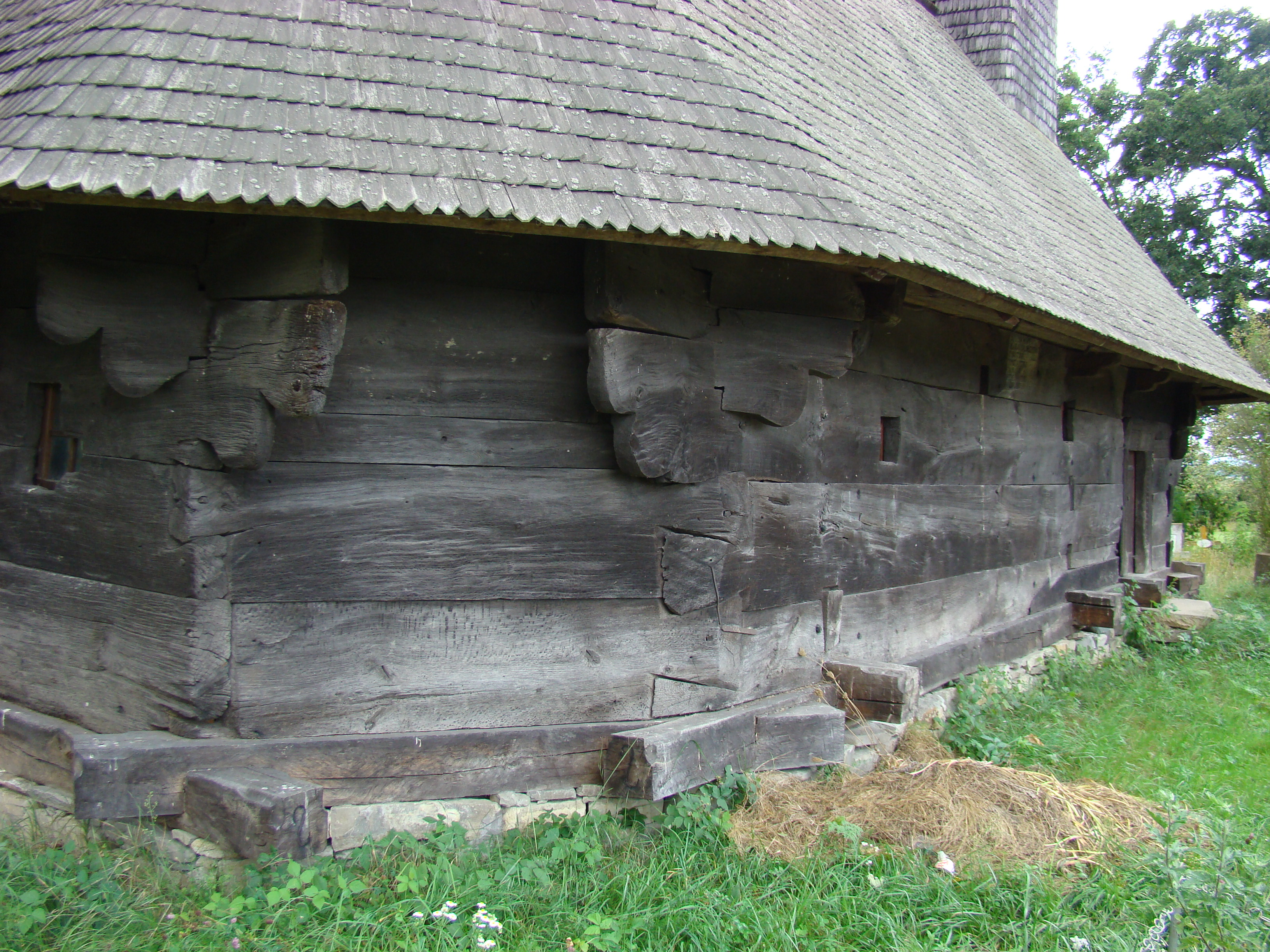
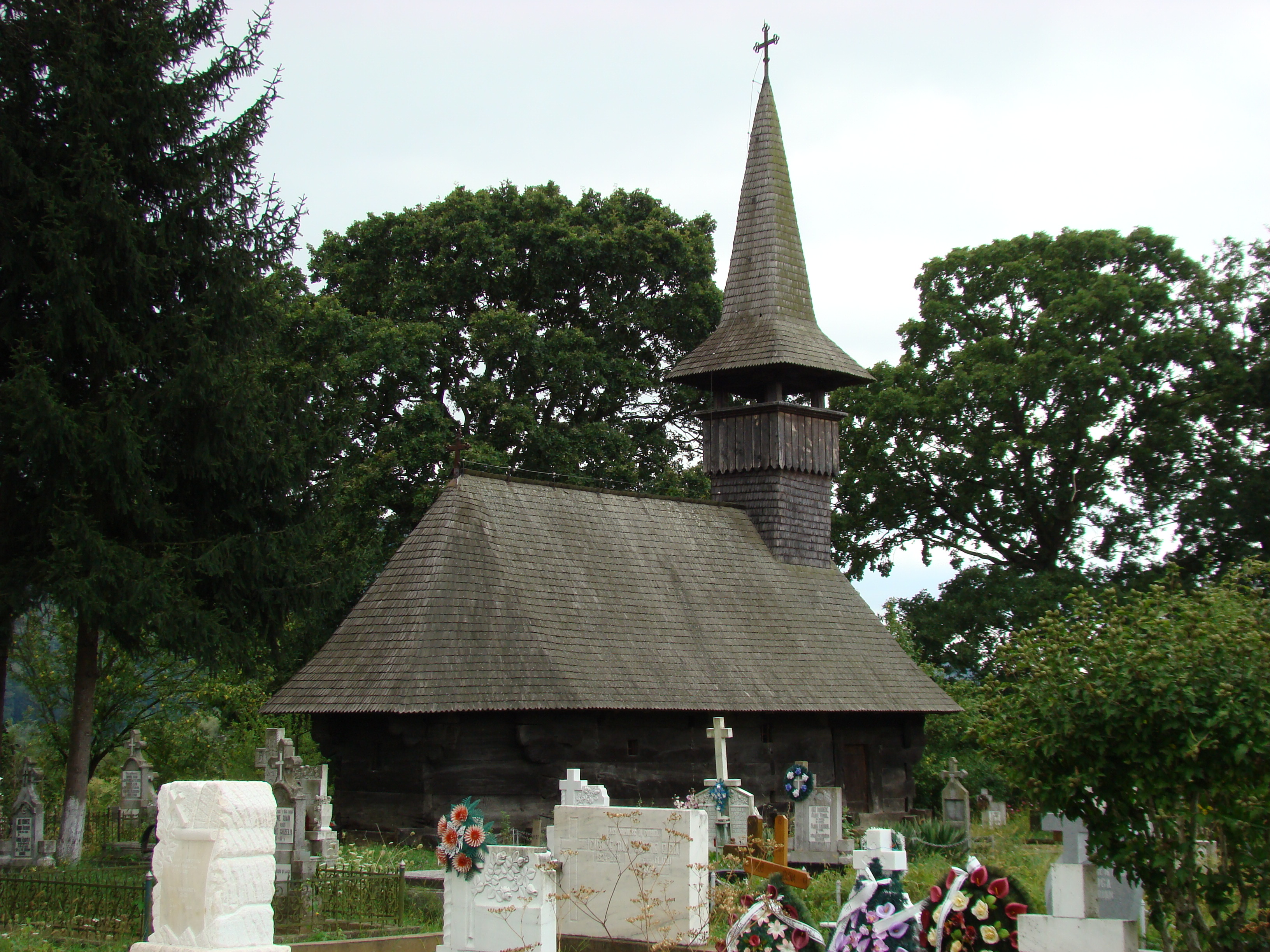
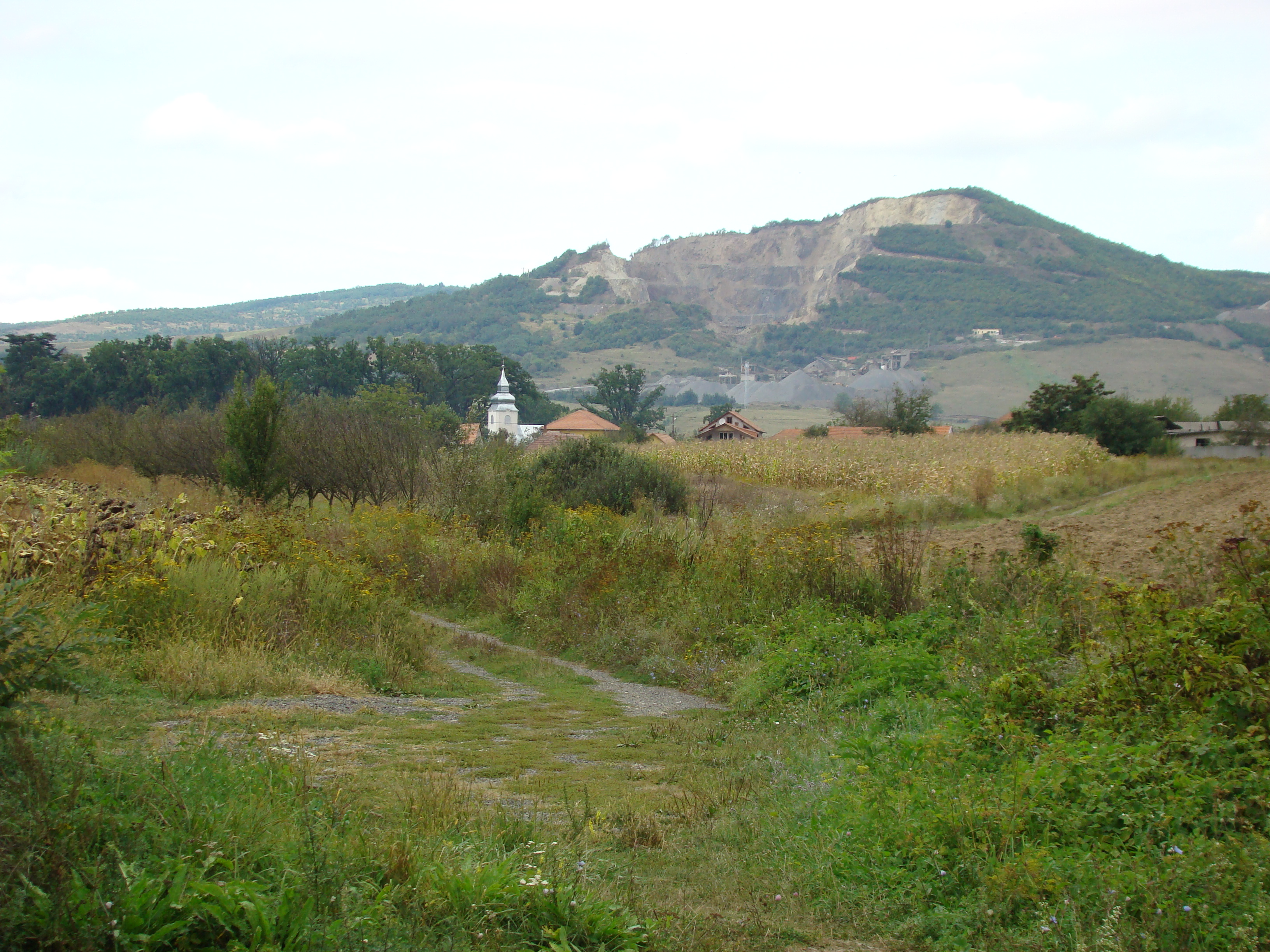
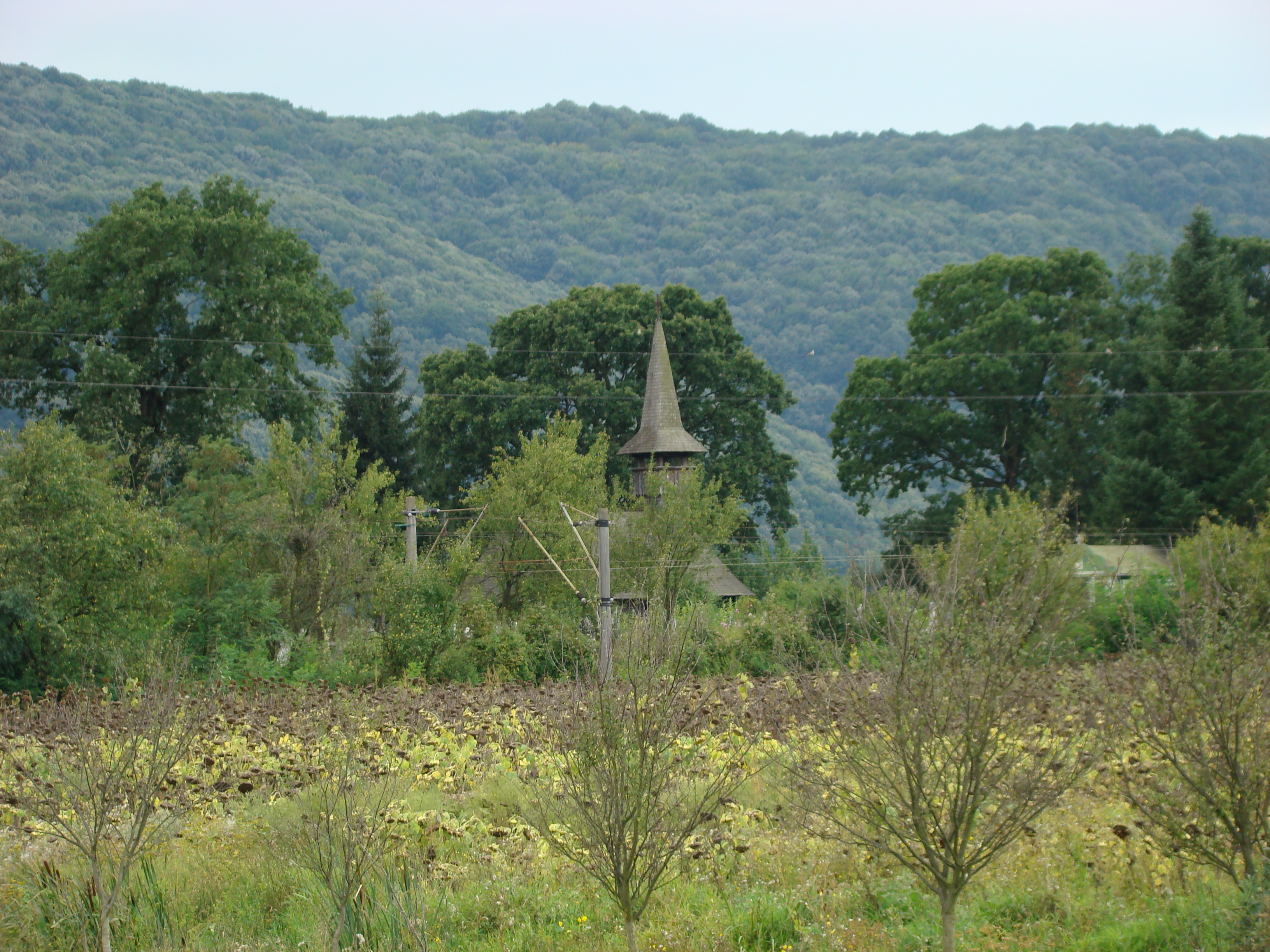
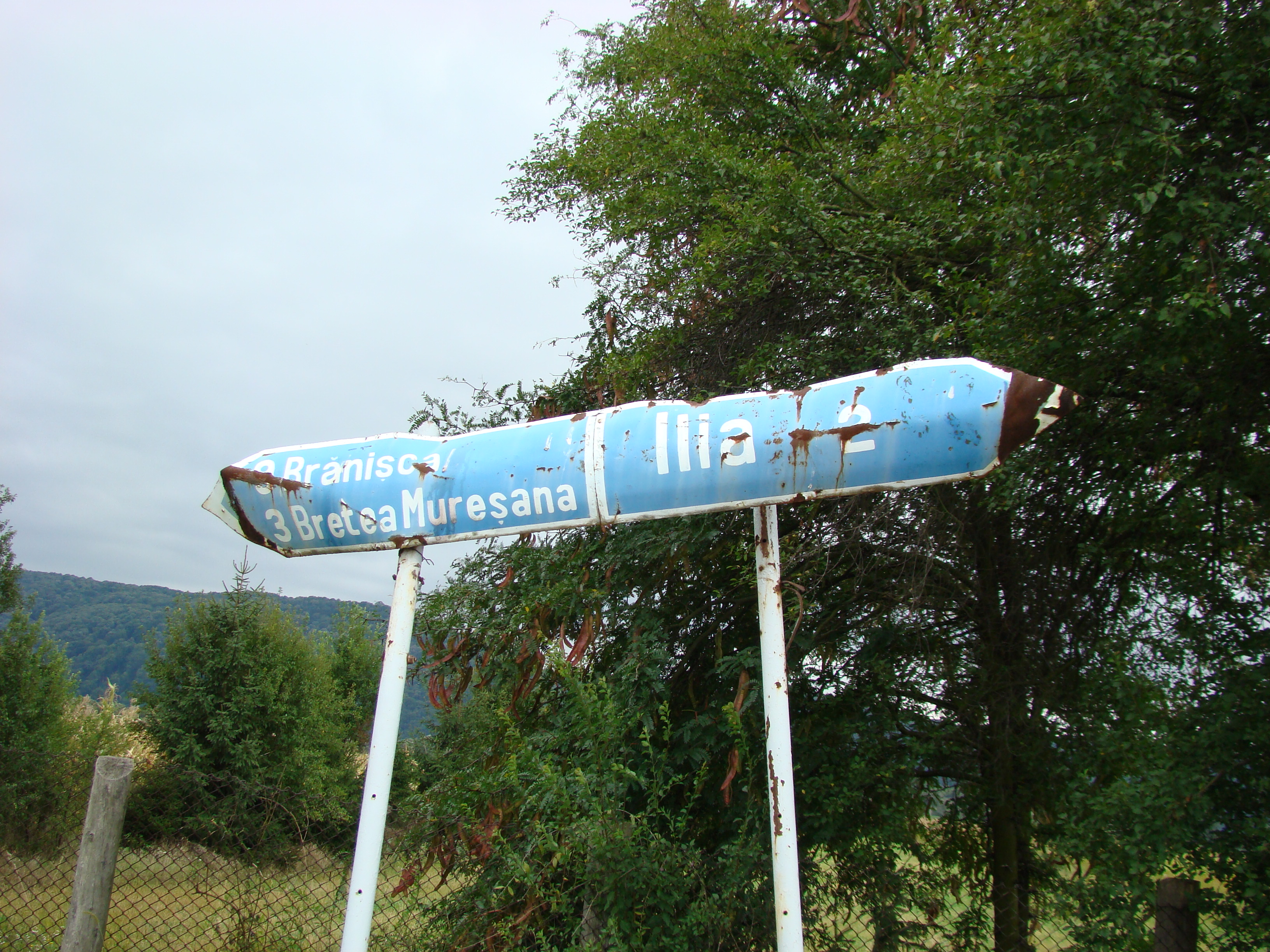